# Puerto de Guadarrama

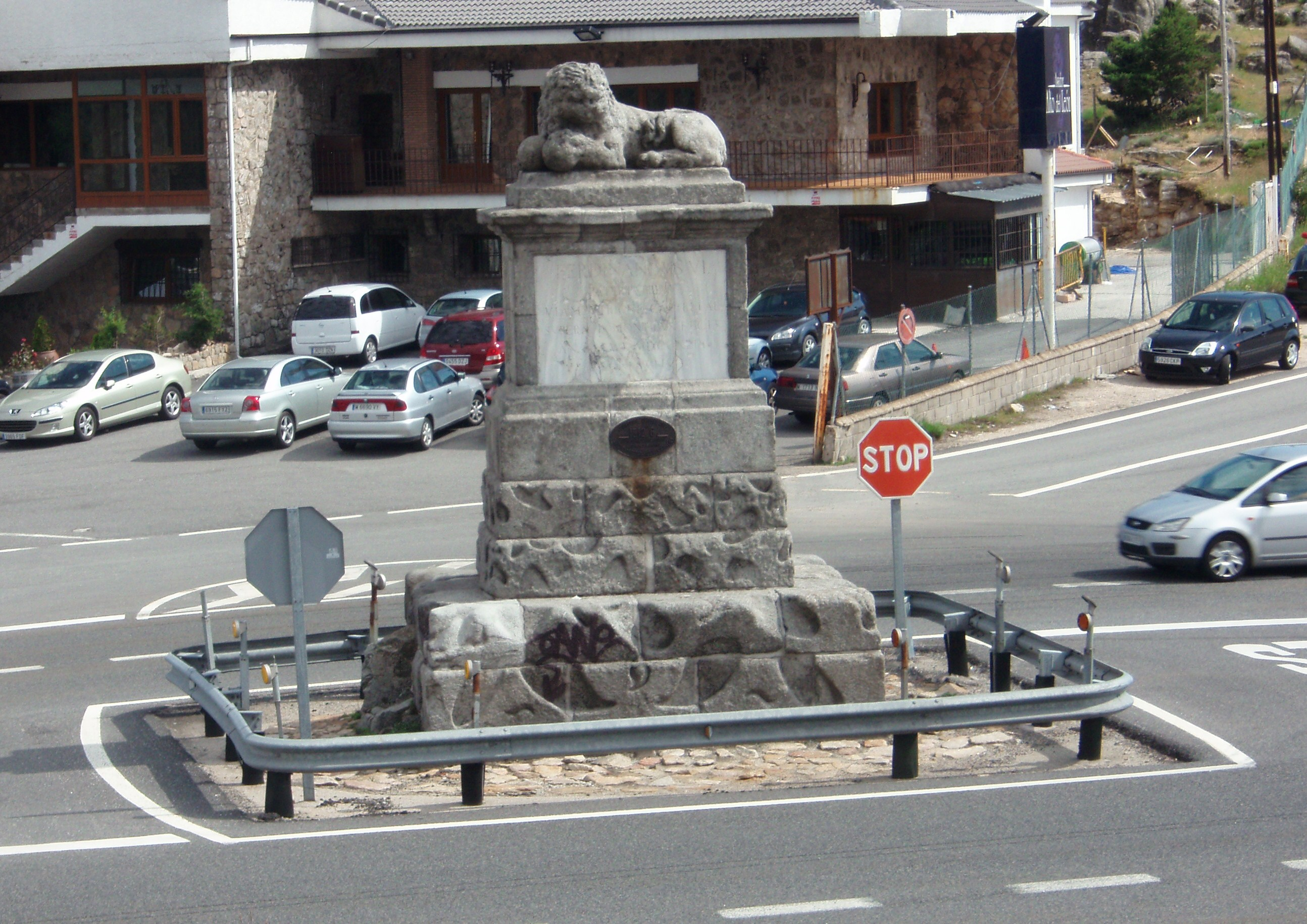
Monumento del leone, sul valico del Puerto de Guadarrama

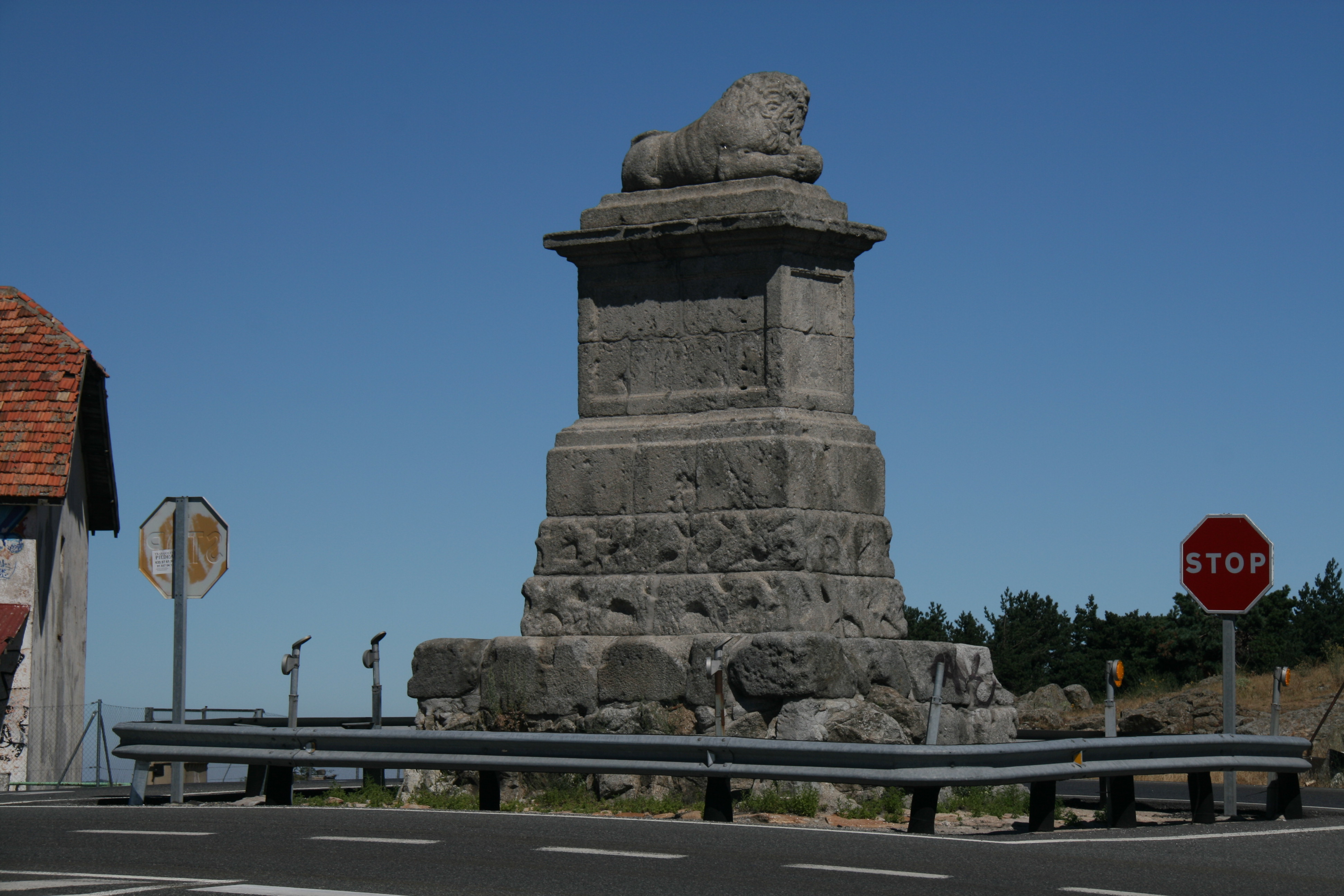
Particolare del monumento

Il puerto de Guadarrama, Alto del León o Alto de los Leones è un passo di montagna che attraversa la Sierra de Guadarrama (Sistema Centrale) e mette in comunicazione per strada le province di Segovia e Madrid (Spagna).
Il passo è situato a 1.511 metri di altitudine ed è percorso dalla strada N-VI. In alternativa si può viaggiare da Madrid a Segovia per l'Autopista AP-6 che attraversa il passo per mezzo di gallerie. Il passo si situa tra le località di San Rafael (sul versante segoviano) e Guadarrama (sul versante madrileño), ed orograficamente tra le cime della Cabeza Líjar (1.824 m) e de La Peñota (1.945 m).
È uno dei passi più bassi e più importanti della sierra de Guadarrama, usato sin dall'epoca romana. Il passo prende nome dalla città di Guadarrama, nel cui territorio si situa il versante madrileño. Viene chiamato anche Alto del León (passo del leone) per via della statua in pietra di un leone che si trova sulla cima. Tuttavia, negli anni del franchismo, prese il nome di Puerto de los Leones de Castilla (passo dei leoni di Castiglia) dato che nelle prime fasi della ribellione militare del 1936 una Bandera (unità militare) della Falange di Valladolid tentò l'attraversamento della catena per arrivare a Madrid, senza riuscirvi, anche se nonostante l'inferiorità numerica riuscirono a prendere il passo. Grazie alla conquista del passo in condizioni difficili, la Bandera fu soprannominata "Leoni di Castiglia", a mo' di gioco di parole in allusione al Puerto de los leones e allo loro fierezzo in battaglia, e di Castiglia per l'origine della Bandera.

## Storia del passo
Le idee dell'Illuminismo portate dai primi re Borbone e lo sviluppo ottenuto grazie ai progetti di riforma da parte dei loro ministri presero forma, nella sierra de Guadarrama, con l'apertura del Puerto del León e nel generale miglioramento delle vie di comunicazione.
L'apertura di questo passo fu una risposta alla continua ricerca di nuovi percorsi che rendessero possibile l'attraversamento delle montagne e così, durante il regno di Ferdinando VI (1746-1759) e all'interno del "progetto Economico" del miniostro della Moneta e del Commercio Bernardo Ward, si iniziò a costruire nel 1749 una nuova strada pavimentata che partendo da Madrid attraversava le montagne per l'antico puerto de Guadarrama (conosciuto anche come puerto Berrueco o paso de Tablada, Valathome dopo la Reconquista) che fino ad allora era poco più di un percorso intransitabile che risaliva all'epoca romana. In questo modo si apriva un passo totalmente necessario e di vitale importanza per unire la metà nord e la metà sud della penisola iberica. Quando si conclusero i duri lavori (ai tempi del ministro del re marchese de la Ensenada), si eresse il monumento situato nell'Alto del León per commemorare l'apertura del Puerto de Guadarrama: si tratta di una colonna di ordine toscano sopra la quale riposa il famoso leone sdraiato e che appoggia gli artigli sopra due sfere che rappresenta l'egomonia della Spagna sopra i due mondi (Europa e America). Per via di questa statua il passo passò ad essere conosciuto come Alto del León. Su questo monumento il re ordinò di realizzare la seguente inscrizione in latino:
patriae viam utrique castellae

Superatir motibus fecit an

Sallutis MDCCXLIX Regni sui IV»
La traduzione in italiano è: "Ferdinando VI, padre della Patria, realizzò la strada per entrambe le Castiglie al di sopra dei monti, nell'anno della nostra salvezza 1749, IV del suo regno". Questa nuova strada è l'attuale N-VI.
Nel 1888 fu realizzato il primo attraversamento in galleria del passo, grazie alla costruzione di un tunnel tra Tablada e San Rafael per il passaggio della ferrovia Madrid-Segovia. Durante la Guerra Civile Spagnola le truppe ribelli conquistarono il puerto de Guadarrama, ridenominandolo Alto de Los Leones de Castilla.
Nel 1963 e nel 1972 furono costruite le gallerie attualmente utilizzate dall'Autopista AP-6. Il 30 marzo 2007 si aprì alla circolazione un terzo tunnel per rendere più fluido il traffico sulla AP-6 nell'attraversamento della sierra.